# Liste der Handfeuerwaffen/G
Übersicht im Referenzwerk zu "Handfeuerwaffen G - GZ"

## GA…
- Galager
- Galand-Revolver
- Gaulois 1893

## GE…
- Minigun
- Gepard (anti-material rifle)
- Gepard (Maschinenpistole) Maschinenpistole
- Gewehr 1 (Deutschland - Sturmgewehr - 7,62 × 51 mm)
- Gewehr 3 (Deutschland - Sturmgewehr - 7,62 × 51 mm)
- Gewehr 27 (Deutschland - Sturmgewehr - 7,62 × 51 mm)
- Gewehr 36 (Deutschland - Sturmgewehr - 5,56 × 45 mm)
- Gewehr 41 (Deutschland - Gewehr - 7,92 × 57 mm)
- Gewehr 43 (Deutschland - Gewehr - 7,92 × 57 mm)

## GI…
- PAMAS-G1

## Glock

### Glock Pistolen
(Glock-Pistolen)
- Glock 17 (Österreich - Pistole - 9 × 19 mm)
- Glock 18 (Österreich - Pistole - 9 × 19 mm)
- Glock 19 (Österreich - Pistole - 9 × 19 mm)
- Glock 20 (Österreich - Pistole - 10 mm Auto)
- Glock 21 (Österreich - Pistole - .45 ACP)
- Glock 22 (Österreich - Pistole - .40 S&W)
- Glock 23 (Österreich - Pistole - .40 S&W)
- Glock 24 (Österreich - Pistole - .40 S&W)
- Glock 25 (Österreich - Pistole - 9 × 17 mm)
- Glock 26 (Österreich - Pistole - 9 × 19 mm)
- Glock 27 (Österreich - Pistole - .40 S&W)
- Glock 28 (Österreich - Pistole - 9 × 17 mm)
- Glock 29 (Österreich - Pistole - 10 mm Auto)
- Glock 30 (Österreich - Pistole - .45 ACP)
- Glock 31 (Österreich - Pistole - .357 SIG)
- Glock 32 (Österreich - Pistole - .357 SIG)
- Glock 33 (Österreich - Pistole - .357 SIG)
- Glock 34 (Österreich - Pistole - 9 × 19 mm)
- Glock 35 (Österreich - Pistole - .40 S&W)
- Glock 36 (Österreich - Pistole - .45 ACP)
- Glock 37 (Österreich - Pistole - .45 GAP)
- Glock 38 (Österreich - Pistole - .45 GAP)
- Glock 39 (Österreich - Pistole - .45 GAP)
- Glock 42 (Österreich - Pistole - .380 ACP)

## Grandpower
- Grandpower p1 (Slowakei - Pistole - 9 × 19 mm)
- Grandpower K100 (Slowakei - Pistole - 9 × 19 mm)
- Grandpower K102r (Slowakei - Pistole - 9 × 19 mm mit Feuerstoßmodus)
- Grandpower K105r (Slowakei - Pistole - 9 × 19 mm mit Vollautomatik)

## GR…
- Granatkast Gevär 90 (Granatwerfer - 40 mm - Südafrika)
- Granatpistole
- Gras Modell 1874
- Grease Gun
- Grendel P30
- Grendel R31
- Grendel S16
- OZ-14 Grosa

## GS…
- GSch-18

## GU…
- Gustloff Barnitzke LMG

## GY…
- Gyrojet